# Sarca

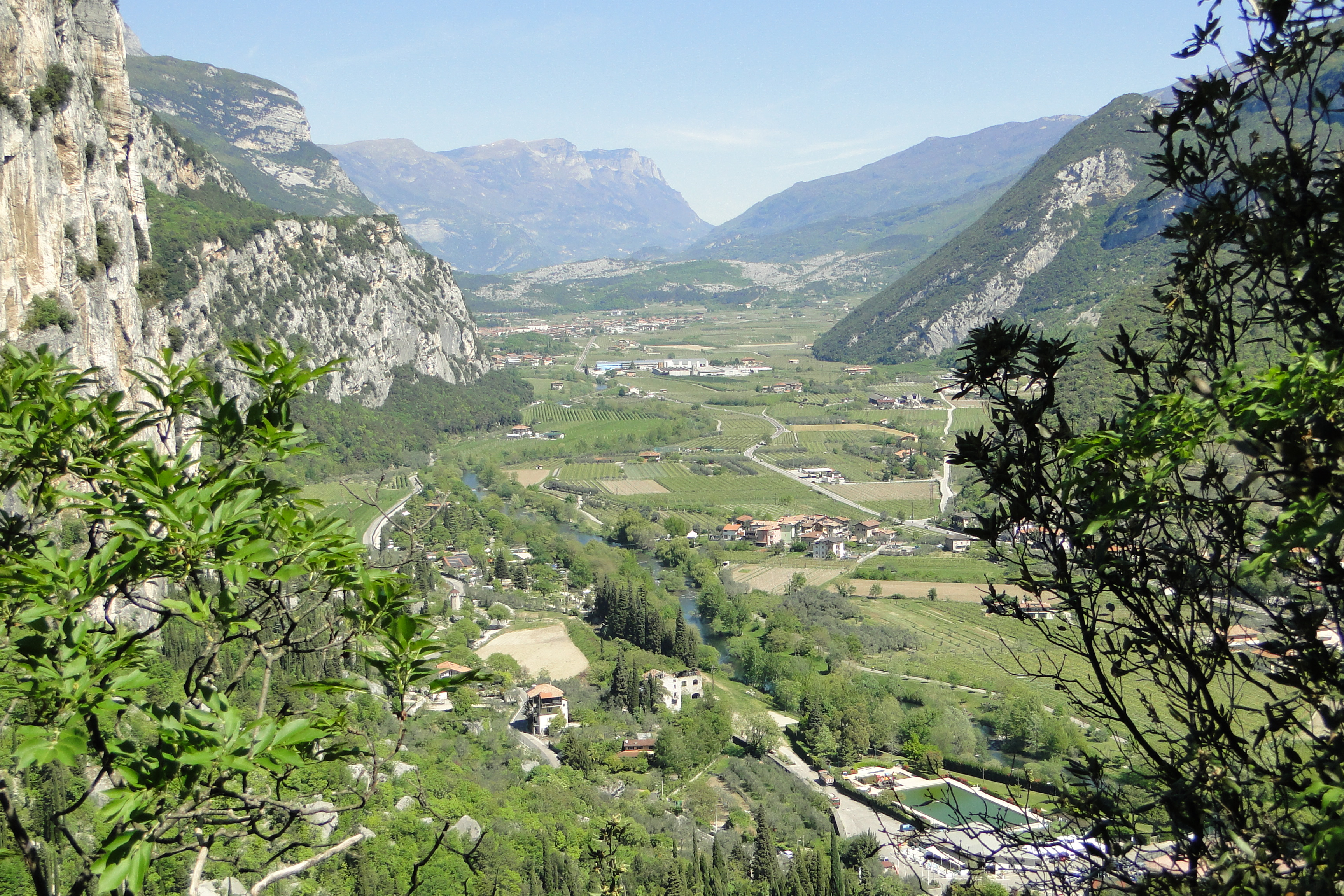
La valle del Sarca vista dal colle del Castello di Arco

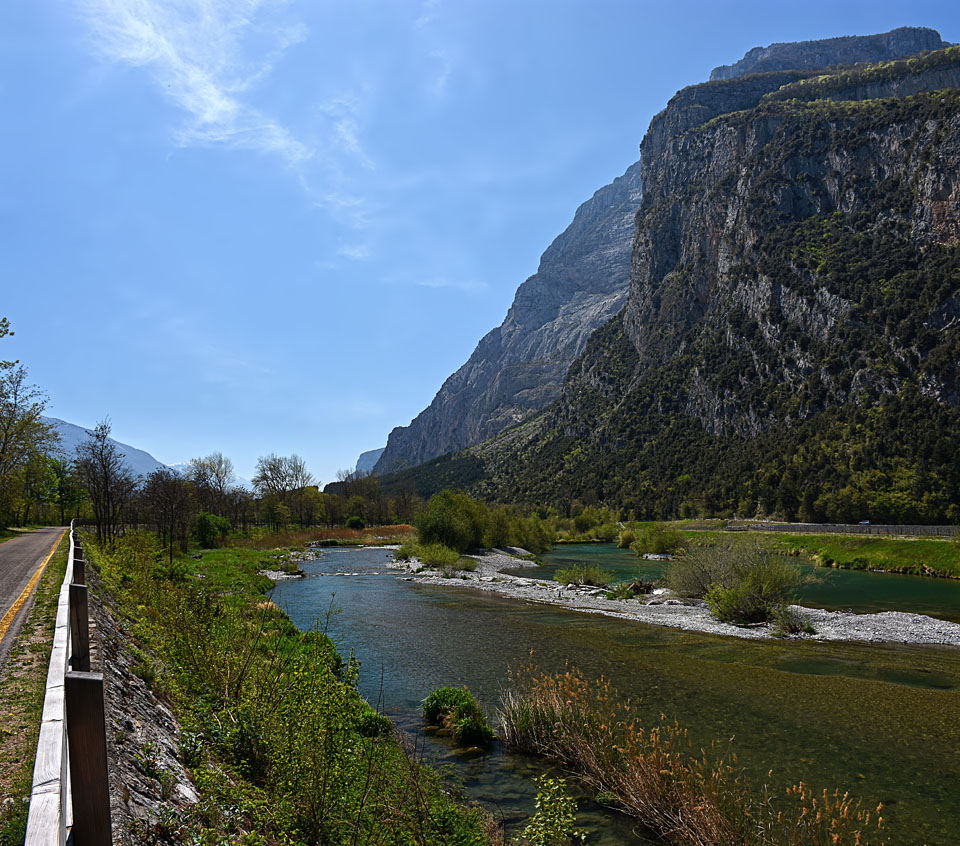
Sarca presso Pietramurata

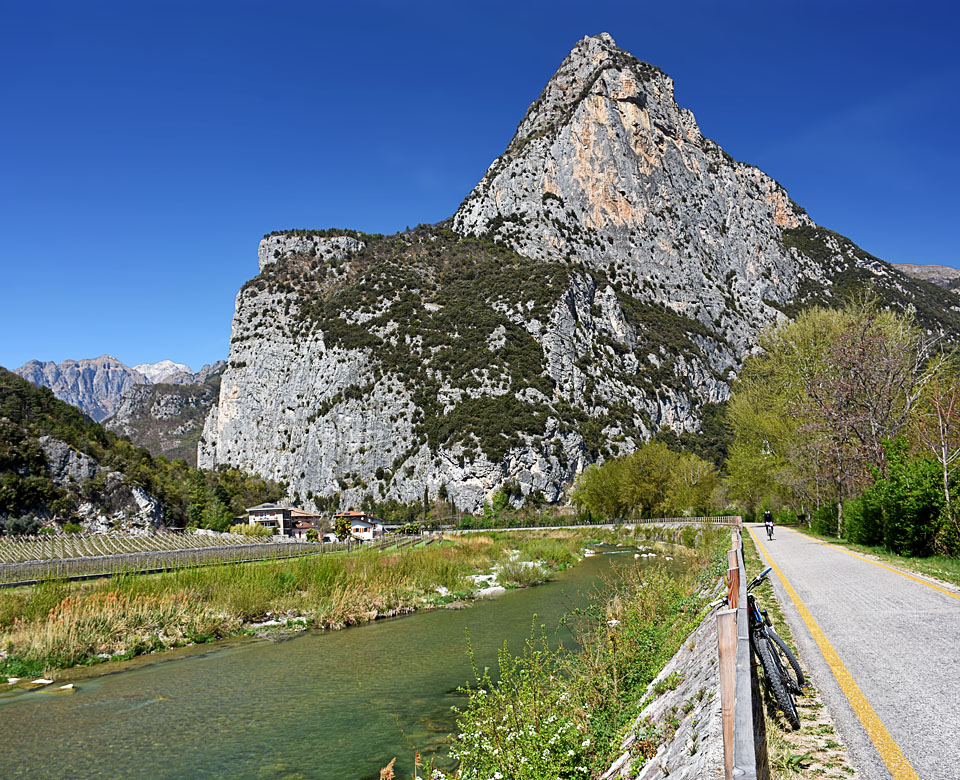
Sarca presso Sarche

Il Sarca è un fiume del Trentino, principale immissario del lago di Garda. Con l'emissario Mincio e lo stesso lago costituisce un unico sistema fluviale lungo 203 km (Sarca-Mincio). 
Con i suoi 78 km di lunghezza risulta essere il quinto fiume trentino per lunghezza dopo Adige (410 km), Brenta (174 km), Noce (105 km) e Avisio (90 km), mentre è il secondo per portata dopo il solo Adige.

## Percorso
Il fiume Sarca (ma anche "la Sarca") percorre le valli Giudicarie e la valle omonima e nasce dalla confluenza della Sarca di Campiglio (la cui sorgente si trova a Campo Carlo Magno e riceve poco a monte di Pinzolo la Sarca di Nambrone, che scende per l'omonima valle e che nasce a 2612 m s.l.m. dal Lago Vedretta sotto il gruppo della Presanella) con la Sarca di Val Genova (proveniente dal Lago Scuro a 2668 m s.l.m. sotto la Punta di Lago Scuro facente parte del gruppo della Presanella). Questa confluenza avviene a Pinzolo. Da notare che l'ultimo ramo viene alimentato anche, dopo appena 2 km, da un altro ramo minore proveniente dal Lago Nuovo, situato sotto al ghiacciaio del Mandrone (gruppo dell'Adamello) e che, secondo la maggior parte della letteratura geografica, è considerata la vera sorgente dell'asta fluviale Sarca/Mincio.
Percorre la Val Rendena fino a Tione di Trento con andamento circa N-S, poi, con andamento E-O, attraversa la "Busa di Tione", il lago di Ponte Pià e le Giudicarie Esteriori entrando, dopo un corso assai tortuoso ed incassato (Canyon del Limarò), nel suo corso inferiore (la cosiddetta valle del Basso Sarca) dove scorre più lento e meno impetuoso (ad eccezione della parte all'interno delle Marocche di Dro dove ritrova per alcuni chilometri il carattere impetuoso e torrentizio del suo alto corso) fino a sfociare nel Lago di Garda presso Torbole sul Garda. 
La lunghezza reale è di 60 km da Pinzolo, ma aumenta a 78 km se si calcola sul ramo della Sarca di Val Genova, in quanto la sua sorgente è quella più distante dalla foce.

## Regime idrico
Il fiume Sarca presenta un modulo medio annuo a Torbole (in corrispondenza dell'immissione nel Lago di Garda) di circa 40 m³/s, ma a causa dell'ingente sfruttamento delle sue acque (infatti è opera di uno dei più grandi sistemi di derivazione delle acque dell'intero arco alpino: un sistema di oltre 60 km di gallerie e condotte forzate devia la quasi totalità delle acque del fiume per alimentare le varie centrali idroelettriche lungo il suo percorso), il corso d'acqua si presenta per gran parte del percorso molto più simile ad un torrente che ad un fiume vero e proprio.
La prima grande opera di derivazione, denominata Santa Massenza I, capta l'acqua di tutti gli affluenti del tratto superiore (900 m s.l.m.) e devia le acque al lago di Molveno, lago naturale trasformato di fatto in bacino artificiale per alimentare la grande centrale di Santa Massenza. Attraverso un incredibile insieme di opere di presa, l'acqua viene raccolta su tutti i rii della destra orografica della Val Rendena e perfino dal torrente Arnò in Val di Breguzzo, scaricandola nella vasca presente in Val Genova, poco a valle delle famose Cascate Nardis; poi, derivata anche l'acqua di quest'ultima valle, la galleria va a raccogliere anche l'acqua della Sarca di Nambrone e della Sarca di Campiglio, per poi proseguire sulla sinistra orografica della Val Rendena e, dopo aver derivato anche le acque del torrente Algone e del torrente Ambiez, si butta nel lago di Molveno.
La seconda opera di presa, con il bacino artificiale di Ponte Pià, capta le acque a quota compresa fra i 900 e i 400 m s.l.m. alimentando anch'esso la centrale di Santa Massenza (Santa Massenza II).
L'ultima opera di derivazione si trova a Sarche dove la poca acqua rimasta è deviata ai laghi di Toblino e di Santa Massenza e da qui, tramite il canale Rimone, al lago di Cavedine che alimenta la centrale di Torbole.
Dopo la suddetta centrale l'acqua viene restituita al fiume che, dopo poche centinaia di metri, si getta nel lago di Garda.

## Il bacino idrografico
Complessivamente il suo bacino idrografico è di 1291 km² ed è tutto compreso nella Provincia di Trento.
I vari rami (torrenti o rii) da cui nasce la Sarca prima di Pinzolo:
1) Sarca di Nambino, che nasce dall'omonimo lago e nel paese di Madonna di Campiglio cambia nome in Sarca di Campiglio 
2) Sarca di Vallesinella, che scende dall'omonima località e si getta nella Sarca di Campiglio.
3) Sarca di Brenta, che scende dalla val Brenta e si getta nella Sarca di Vallesinella
4) Sarca di val d'Agola, o di Valagola, che scende dal lago di Valagola e si getta nella Sarca di Campiglio
5) Sarca di Nambrone, che scende dall'omonima valle e si getta nella Sarca di Campiglio poco sotto Sant'Antonio di Mavignola.
6) Sarca d'Amola, che scende dalla val d'Amola e si getta nella Sarca di Nambrone
7) Sarca di Genova, che scende dall'omonima Val di Genova.
All'incrocio tra la Sarca di Campiglio e la Sarca di Genova, nei pressi di Pinzolo, nasce il fiume Sarca
A partire da Pinzolo (dove il fiume diventa solo "Sarca") i principali affluenti sono:
- il rio Bedù di Pelugo (Bedu II) presso Pelugo;
- il rio Bedù di San Valentino (Bedu I) presso Villa Rendena;
- il rio Finale che segna il confine tra la Val Rendena e la Busa di Tione;
- il torrente Arnò (maggiore affluente senza considerare i toponimi Sarca) presso Tione di Trento;
- il rio Algone presso il lago di Ponte Pià;
- le sorgenti Bianche presso Stenico;
- il torrente Duina presso Ponte Arche;
- il torrente Ambiez presso il canyon del Limarò;
- il torrente Bondai presso il canyon del Limarò.

## Inondazioni
Degna di nota risultò l'inondazione del Sarca del 1882: «Terribile fu l'inondazione su quel di Tione, e la Sarca ingrossata dall'Arnò fece gravissimi guasti presso Preore, abbattendo una casa e mettendo in pericolo grave la canonica ed altre case; così gravi danni lamentansi a Saone, Ragoli, Tre Arche e giù giù fino al Garda. [..] Il povero stradone della Scaletta [la strada che da Ponte Arche portava all'abitato di Sarche, n.d.r.] fu abbattuto dal Sarca e confluenti in varii punti».
Nell'alluvione del 1999, la Sarca presentava una portata alla foce nel lago di Garda di circa 670 m³/s; gravi danni agli argini si sono registrati in alta val Rendena (soprattutto causati dal rio Bedù di Pelugo). Presso le Terme di Comano (comune di Stenico) ampi tratti di parco vennero allagati. 
Il 3 ottobre 2020, il fiume è stato protagonista di una nuova piena che ha portato la parziale inondazione delle campagne di Ceniga (all'altezza del Ponte Romano) e della città di Arco. La portata della Sarca in zona Ponte del Gobbo è stata pari a 550 m³/s, mentre nell'inondazione del 1999 nello stesso punto si erano raggiunti 650 m³/s. L'eccezionale evento ha causato la concentrazione di 800 tonnellate di legname presso la foce in zona Linfano. Le successive operazioni di sistemazione idraulica e forestale hanno avuto un costo complessivo di 500000 €.